# Joseph Fesch
Joseph Fesch (Ajaccio, 3 de janeiro de 1763 — Roma, 13 de maio de 1839) foi um político e clérigo francês de origem corsa e suíça, tio materno de Napoleão Bonaparte, que entre outras funções foi arcebispo de Lyon de 1802 a 1836 e embaixador francês junto da Santa Sé. Nos anos finais da sua vida, depois do exílio de Napoleão para a ilha de Santa Helena, viveu exilado em Roma, albergando em sua casa a sua meia-irmã Maria Letizia Ramolino, a matriarca do clã Bonaparte.

## Biografia
Nasceu em Ajaccio, na Córsega, a 3 de Janeiro de 1763, filho de François Fesch, oficial suíço ao serviço das forças genovesas estacionadas na ilha, e de Ângela Maria Pietra-Santa, que tinha enviuvado de Giovanni Geronimo Ramolino, do qual tinha uma filha, Maria Letícia Ramolino, depois Lætitia Bonaparte, o que fez de Joseph Fesch tio de Napoleão Bonaparte.
Foi ordenado sacerdote em 1787, após ter realizado os seus estudos no seminário de Aix-en-Provence, regressando à Córsega onde era sacerdote em Ajaccio, mantendo uma relação próxima com a família Bonaparte
Quando Charles-Marie Bonaparte, o pai de Napoleão Bonaparte, faleceu a 24 de Fevereiro de 1785, deixando Letícia Ramolino viúva com apenas 34 anos e muitos filhos para criar, Fesch exerceu um papel importante de apoio à família, sendo uma das principais figuras masculinas na educação dos jovens Bonaparte. Após o falecimento de um outro tio de Bonaparte, Luciano Bonaparte, a quem sucedeu no cargo de arcediago de Ajaccio, foi durante algum tempo o principal protector da família, contribuindo financeiramente para o seu sustento.
Quando rebenta a Revolução Francesa, em 1789, era arcediago e preboste do capítulo de Ajaccio. Nessa ocasião, como a maioria dos católicos conservadores da Córsega, teve grande dificuldade em aceitar os actos do novo governo francês do período em matéria religiosa. Como arcediago protestou contra a aplicação na Córsega da legislação sobre o novo enquadramento constitucional e administrativo do clero (Julho de 1790), tendo, nas funções de membro do capítulo diocesano, de lidar com as consequências desastrosas para os interesses da Igreja que resultaram da supressão das ordens e corporações religiosas. Em resultado foi obrigado a abandonar as funções sacerdotais.
A partir dessa altura, integra-se na família Bonaparte, partilhando as suas desditas, em particular as que resultaram da sua adesão à causa francesa em detrimento da independência corsa, rompendo definitivamente com o poderoso Pasquale Paoli, o Capu Generale di a Nazione corsa e padrinho de alguns dos jovens Bonaparte, e a sua deriva anglófila. Em resultado foram banidos da ilha, tendo no fim do Verão de 1793, partido para o exílio em Toulon.
Para se sustentarem durante o Reino do Terror, período em que não era possível encontrar emprego em funções religiosas, Fesch foi obrigado a trabalhar em empregos vários. A sorte melhora quando Napoleão Bonaparte é nomeado para comandar os exércitos franceses na Itália: é então escolhido para comissário ficando adstrito à logística daquelas tropas.
Depois de um tempo obscuro em que pouco se sabe do seu percurso, aparece em franca ascensão depois de Napoleão de tornar Primeiro Cônsul após o golpe do 18 do Brumário (Novembro de 1799), e quando este resolve promover a restauração da Igreja Católica romana em França, reingressa na vida clerical, aparecendo entre os membros do clero que apoiam Napoleão. Por esta altura recebe um canonicato em Bastia.
Teve parte importante nas complexas negociações que levaram à assinatura, a 15 de Julho de 1801, de uma Concordata entre a França pós-revolucionária e a Santa Sé. Esta Concordata francesa de 1801 teve um papel fundamental na normalização das questões religiosas na França e influenciou profundamente documentos semelhantes que foram sendo assinados entre a Santa Sé e os regimes liberais que foram emergindo das revoluções que ocorreram nas décadas seguintes nos Estados da Europa católica.
Como recompensa destes serviços, em Agosto de 1802, o seu sobrinho, o Imperador Napoleão, criou uma dioceses à medida, reunindo os departamentos de Rhône, do Loire e de Ain, com sé em Lyon. Foi então feito arcebispo de Lyon, a que corresponde o título honorífico de Primaz das Gálias, sendo sagrado a 15 de Agosto de 1802 pelo cardeal Giovanni Battista Caprara Montecuccolia .
A 7 de Janeiro de 1803, menos de seis meses após a sua sagração episcopal, foi elevado pelo papa Pio VII à diginidade de cardeal, recebendo o título de Santa Maria della Vittoria, título que lhe foi alterado em 2 de Dezembro de 1822 para o de S. Lorenzo in Lucina. 
A 4 de Abril de 1803 foi enviado por Napoleão à corte pontifícia de Roma para ocupar o lugar deixado vago pela retirada de François Cacault (1743-1805) como embaixador de França imperial junto da Santa Sé. Nessas funções Fesch tinha como secretário François-René de Chateaubriand, com o qual entrou em ruptura devido a diferenças de opinião sobre forma como deveriam ser conduzidas as relações com o papa Pio VII.
Em finais do Verão de 1804, Napoleão encarregou Fesch da difícil tarefa diplomática de conseguir a presença do Pontífice na sua coroação como Imperador dos Franceses, marcada para final do ano. Na altura as relações com o papa Pio VII com Napoleão estavam em extremo crispadas, já que ainda nem tinham passado seis meses sobre a execução de Louis Antoine Henri de Bourbon-Condé, o duque de Enghien.
Quando a 2 de Dezembro de 1804, a coroação se realizou com todo o esplendor na catedral de Notre-Dame de Paris com a presença do Papa, o reconhecimento do Imperador manifestou-se de imediato; Fesch recebeu o grão-colar da Légion d'Honneur e logo em princípios de 1805, foi elevado à dignidade de esmoler-mor do Império, conde e senador.
Em 1806, o príncipe-bispo de Ratisbona, Karl Theodor von Dalberg, então um dos mais importantes membros do clero alemão, escolheu Fesch para seu coadjutor, com direito a sucessão, lugar que aceitou, passando a receber uma pensão de 150 000 florins. Esta escolha, que visava essencialmente garantir a independência de Ratisbona face ao movimento de reunificação, colocando a cidade sob a protecção de Napoleão, mostra a importância que entretanto o cardeal Fesch tinha granjeado.
Nos anos de 1806 e 1807, Napoleão entrou em colisão com o papa em várias matérias políticas e religiosas, cabendo a Joseph Fesch tentar, em vão, reconciliá-los. Quando o papa decidiu não aceitar a vontade de Napoleão em matérias que considerava vitais para a doutrina e disciplina da Igreja, Fesch foi por diversas vezes acusado por Napoleão de fraqueza e ingratidão e acabando por entrar em ruptura com o papa. Em resultado, Napoleão demitiu-o do cargo de embaixador e mandou-o regressar à sua diocese.
A crise entre o Império francês e a Santa Sé agudizou-se em 1809, quando Napoleão, por um decreto, assinado em Viena a 17 de Maio, declara os Estados Pontifícios como anexados ao Império. Nesta ocasião a posição de Fesch é crítica e para a sustentar, Napoleão resolve nomeá-lo arcebispo de Paris, honra que o cardeal recusa.
Aceita, contudo, integrar a comissão formado pelo Imperador entre os dignitários da Igreja Gálica destinada a estudar a sua estrutura face a uma separação da autoridade papal. Esta comissão foi contudo dissolvida em 1810 sem quais quer resultados.
Por esta altura também a eventual possibilidade de ascender ao lugar de príncipe-bispo de Ratisbona também se evaporaram com a integração daquela cidade-Estado na Baviera, exactamente o que Karl Theodor von Dalberg pretendera evitar com a sua nomeação como bispo coadjutor em 1806.
Apesar de todas as honras recebidas e da sua proximidade pessoal com o Imperador, em 1810, opôs-se à vontade de Napoleão em relação ao destino a dar ao papa Pio VII. Caído em desgraça, retirou-se para a sua diocese.
No ano de 1811 o imperador convocou o concílio nacional do clero gaulês para discutir a organização da igreja, tendo o cardeal Fesch sido nomeado presidente das sessões deliberativas. Contudo, nestas funções não conseguiu impor aos outros padres conciliares a vontade do Imperador: em resultado foi enviado de volta à sua diocese e as relações entre tio e sobrinho ficaram tensas.
Para piorar esta situação, quando em Junho de 1812, o papa Pio VII foi trazido do seu local de detenção em Savona para Fontainebleau, onde foi mantido sob vigilância e pressão constantes, numa tentativa de obter cedências em matérias relacionadas com uma desejada revisão da Concordata e sobre a organização eclesial no Império, Fesch resolveu escrever uma carta ao Pontífice. A carta foi interceptada e foi parar às mãos de Napoleão, que ficou furioso com o que considerou uma traição por parte de seu tio. Em resultado, foi-lhe retirada a pensão de 150 000 florins que lhe tinha sido concedida com aprovação do Imperador pelo bispado de Ratisbona e ficaram de relações cortadas.
Os desastres dos anos de 1812 e de 1813 forçaram Napoleão a mudar a sua postura em relação ao papa Pio VII, passando a tratá-lo com mais leniência. O mesmo aconteceu em relação a Fesch, que viu a sua posição menos difícil, deixando de estar virtualmente prisioneiro em Lyon.
Aquando da primeira abdicação de Napoleão, a 11 de Abril de 1814, e a subsequente restauração no trono da Casa de Bourbon, refugiou-se em Roma, onde foi bem recebido pelo Papa.
Durante os Cem Dias, no período de Março a Junho de 1815, voltou para França, retomando as suas funções de arcebispo de Lyon, sendo novamente nomeado senador.
Aquando da segunda abdicação do Imperador, a 22 de Junho de 1815, Fesch exilou-se em Roma, onde passou os últimos anos da sua vida dedicado ao estudo das letras e das artes, pelas quais era apaixonado. Recebeu em sua, no palácio Falconieri, a sua meia-irmã Maria Letizia Ramolino, a matriarca do clã Bonaparte, ela também exilada face à queda de Napoleão.
Nunca resignou, apesar das pressões nesse sentido, a sua posição de arcebispo de Lyon. Faleceu em Roma a 13 de Maio de 1839. Tinha juntado uma rica colecção de quadros e gravuras, a qual legou às cidades de Ajaccio (mais de 1200 quadros) e de Lyon.
Em 1822, o papa Pio VII redimensionou a diocese de Lyon, fazendo coincidir os seus limites com os limites do Departamento entretanto criado.